# 双牌镇
双牌乡，是中华人民共和国湖南省邵陽市武冈市下辖的一个乡镇级行政单位。

## 行政区划
双牌乡下辖以下地区：
长托塘村、众乐村、云雾村、浩山村、青和村、双凤村、米山村、太源村、浪石村、白地村、白竹村、四龙村、田中间村、马形村、龙从村、罗家山村、油岭村、滔溪村、双岭村、钟桥村、大坝村、满背村、栗山村、双牌村、三塘村、天龙村、八角亭村、宝山村、金盆村和新龙村。

## 中国传统村落
2013年8月，浪石村被评为第二批中国传统村落。